# TGR-Klasse K
Die Fahrzeuge der Klasse K der Tasmanian Government Railways waren Garratt-Dampflokomotiven für 610 mm Schmalspur. Es waren die ersten Garratt-Lokomotiven überhaupt und eine von nur zwei Garratt-Baureihen mit Verbundtriebwerk. Eine der Lokomotiven – genauer eine Kombination aus Teilen beider Lokomotiven – ist erhalten geblieben und steht heute auf der Welsh Highland Railway in regelmäßigem Betriebseinsatz.

## Geschichte

### Die erste Garratt-Lokomotive
Herbert William Garratt, der Erfinder dieses Konstruktionsprinzips, warb ab 1907 für einen Hersteller, der sich für seine Idee interessierte. Zu diesem Zeitpunkt lag Beyer-Peacock eine Anfrage nach einer Lokomotive vor, die auf der North-East Dundas Tramway in Tasmanien die dort eingesetzte Maschine der Bauart Hagans (Klasse J) ersetzen konnte, die wegen ihrer komplizierten Hebelmechanik sehr störanfällig war. Beyer-Peacock setzte Garratts Ideen um und lieferte 1909 zwei Maschinen nach Tasmanien.
Der North-East Dundas Tramway führte über eine Strecke von 27,3 km von Williamsford in die Bergbaustadt Zeehan, eine hügelige Strecke mit engen Kurvenradien. Die beiden Garratts bewährten sich und blieben bis zur Einstellung der Strecke im Jahr 1930 im Einsatz. Anschließend wurden sie in einem Schuppen in Zeehan abgestellt.

### Rettung durch Beyer-Peacock

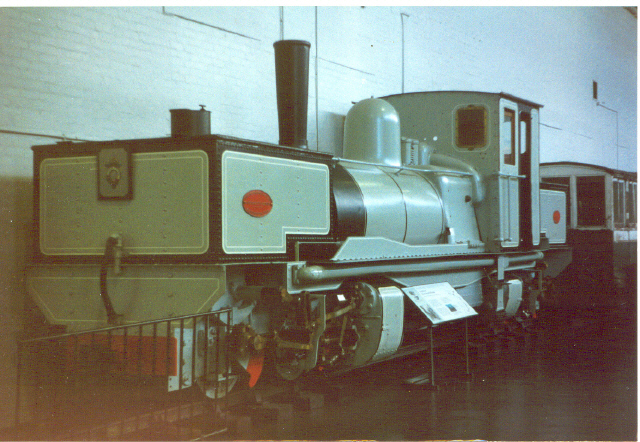
K1 im National Railway Museum in York (1994)

1947 kaufte Beyer-Peacock eine der historisch wertvollen Lokomotiven zurück und brachte sie nach England. Diese Maschine bestand aus den besser erhaltenen Teilen der beiden ursprünglichen Maschinen. Die Antriebsdrehgestelle stammen von der K1, Kessel und Brückenrahmen von der K2. Die übrigen Teile wurden als Schrott verkauft.
Die Lokomotive wurde in der Fabrik von Beyer-Peacock ausgestellt. Nach Werksschließung im Jahr 1965 wurde die Maschine von der Ffestiniog Railway gekauft, mit der Absicht, sie wieder in Betrieb zu nehmen. Eine Zeitlang war die Lokomotive am Bahnhof von Porthmadog ausgestellt. Das enge Lichtraumprofil dieser Bahn hätte jedoch umfangreiche Änderungen an der Lokomotive erfordert, und deshalb verzichtete man auf einen Umbau und übergab die Maschine an das National Railway Museum in York.

### Restaurierung durch die WHR

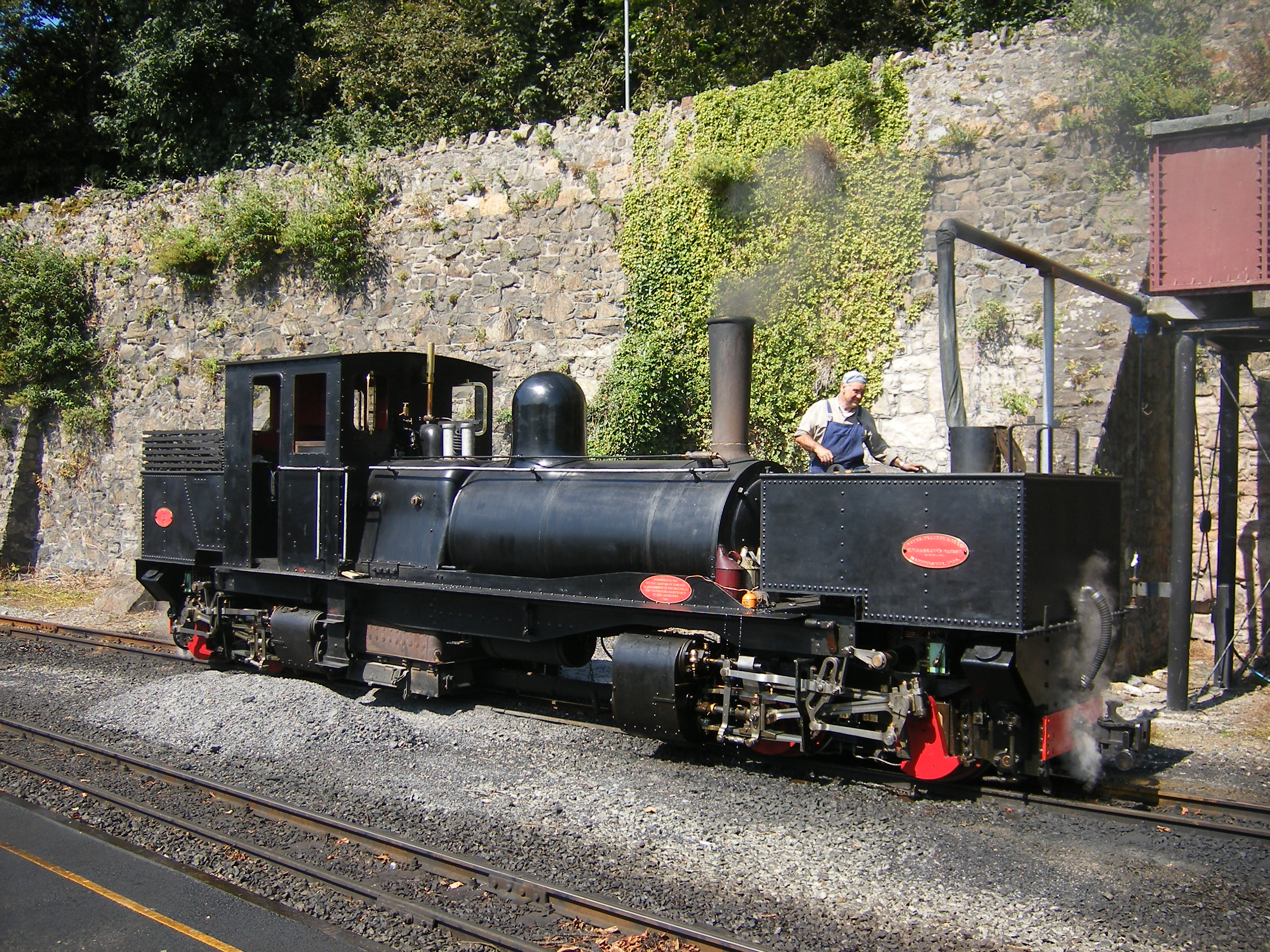
K1 im Bahnhof Caernarfon der WHR

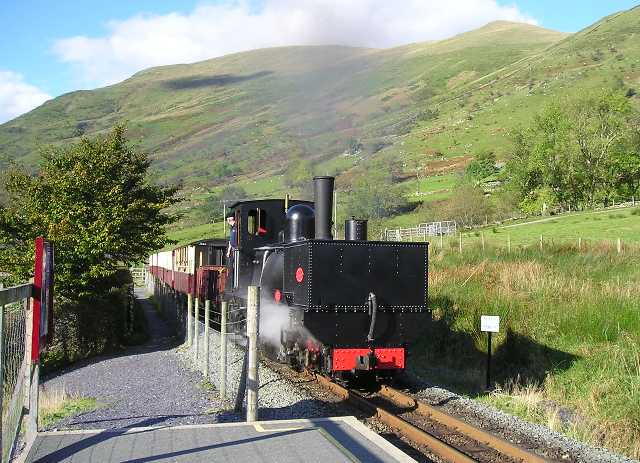
K1 im Oktober 2007 auf der WHR

Die von der Ffestiniog Railway wiederaufgebaute Welsh Highland Railway hat ein weniger enges Profil als die eigentliche Ffestiniog Railway, und die K1 konnte dort in ihrer ursprünglichen Form eingesetzt werden. 1995 wurde die Lokomotive aus dem Museum geholt und zunächst als Werbung für die WHR an verschiedenen Orten ausgestellt. Anschließend begann die Restaurierung der Maschine. Dabei wurde unter anderem ein neuer Kessel gebaut, weil der alte sich als nicht mehr reparabel erwiesen hatte.
Wegen des neuen Kessels ist jetzt nur noch der Brückenrahmen ein Teil der K2. Die Lokomotive wird deshalb mit K1 bezeichnet, trägt jedoch Nummernschilder beider Lokomotiven, um diesen Zustand zu dokumentieren.
Die Lokomotive wurde zunächst mit einer Ölfeuerung ausgestattet, wie sie bei der FR/WHR üblich war, und hat in diesem Zustand ab 2004 auch ihre ersten Versuchsfahrten unternommen. Wegen des gestiegenen Ölpreises wurde sie jedoch Anfang 2007 auf Kohlefeuerung zurückgebaut. Der erste „offizielle“ Einsatz erfolgte am 19. Oktober 2007.
Die K1 hat die höchste Achslast aller auf der WHR eingesetzten Lokomotiven, und die Maschine bewältigt deshalb Zuglasten, die zwar nicht an die der 2×3-fach gekuppelten südafrikanischen Garratts der Klasse NGG 16 heranreichen, jedoch für alle in der Praxis eingesetzten Züge der WHR ausreichend ist.

## Technik

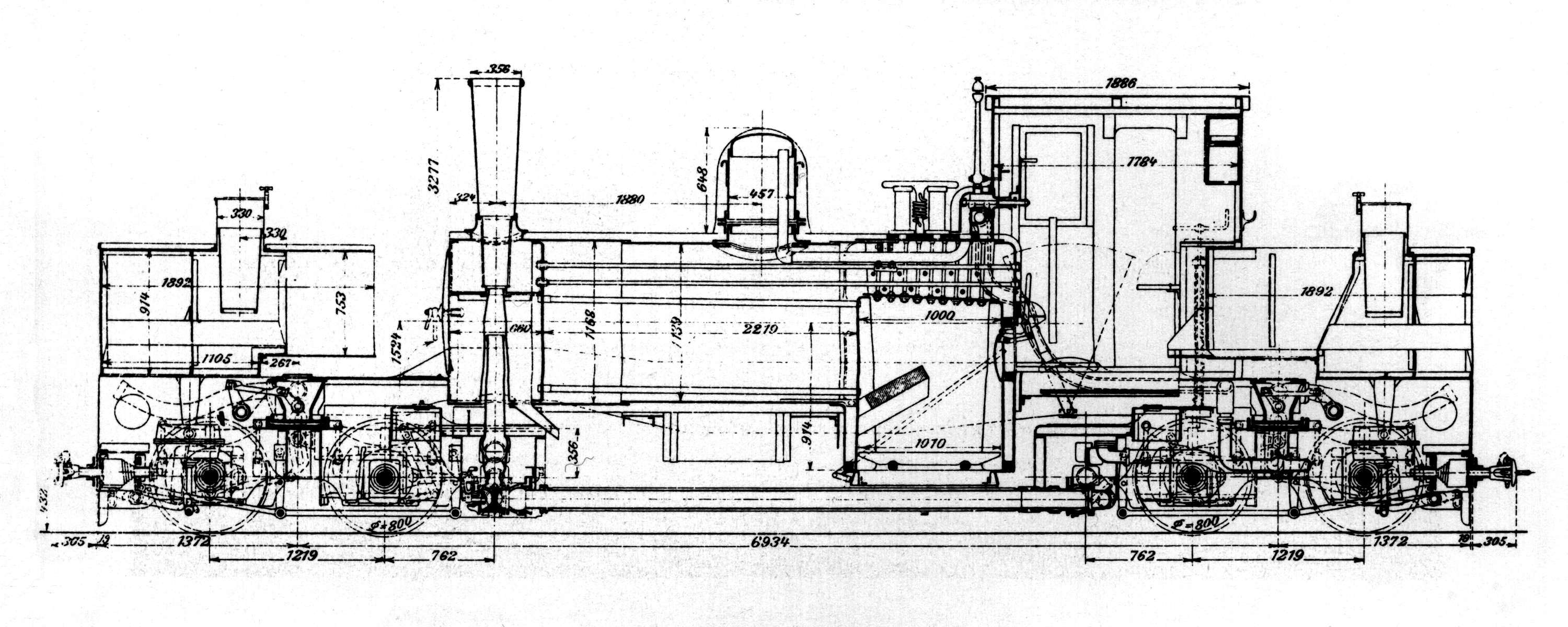
Originalzeichnung, versehen mit den Maßen in mm

Die Lokomotiven der Klasse K unterscheiden sich in einem Punkt von allen später gebauten Garratts: Die Zylinder liegen auf der Innenseite der Triebdrehgestelle, also unter dem Brückenrahmen. Weil dies schon bei dieser relativ kleinen Maschine zu baulichen Zwängen führt und z. B. den charakteristischen, über den Zylindern gekröpften Brückenrahmen erfordert, wurde dieser Entwurf trotz des Vorteils kürzerer Dampfleitungen nicht wiederholt – mit Ausnahme von zwei erst 1994 bzw. 2006 gebauten Lokomotiven für die Ferrocarril Austral Fueguino, die jedoch in ihrer Konstruktion auf einen verkleinerten Nachbau der Klasse K zurückgehen. Ein weiteres Problem mit dieser Zylinderanordnung war, dass sich das Führerhaus wegen der unmittelbar darunterliegenden Zylinder mehr als sonst aufheizte.
Durch die innenliegenden Zylinder ergibt sich eine Gewichtsverteilung, die die Anordnung der Drehzapfen genau zwischen den Achsen eines Drehgestells ermöglicht (siehe Zeichnung). Bei allen anderen Garratts sind die Drehzapfen deutlich in Richtung Lokomotivmitte verschoben.
Ebenfalls ungewöhnlich und nur an einer weiteren Garratt wiederholt (Lok Nr. 208 der Burma Railways) ist das Verbundtriebwerk. Die Hochdruckzylinder befinden sich am hinteren Triebdrehgestell, die Niederdruckzylinder am vorderen. Beide Drehgestelle sind durch ein waagerechtes Dampfrohr direkt miteinander verbunden – ein Vorteil der innenliegenden Zylinder.
Beide Drehgestelle haben Außenrahmen, und die Steuerung entspricht der Bauart Walschaerts/Heusinger. Sowohl Hoch- als auch Niederdruckzylinder sind mit Kolbenschiebern ausgestattet.